# Володимир фон Бессер
Володимир фон Бессер (нар. 15 листопада 1887 — † після 1929) — підполковник Армії УНР.
Походив з родини військового лікаря, лютеранин. Закінчив Олександрівський ліцей у Санкт-Петербурзі (1908). З 1909 р. — однорічник 2-го розряду лейб-гвардії Ізмайлівського полку 6 грудня 1910 р. витримав іспит на звання підпоручика при Володимирському військовому училищі, вийшов до 145-го піхотного Новочеркаського полку. З 11 грудня 1910 р. — підпоручик лейб-гвардії Ізмайлівського полку. 7 жовтня 1913 р. звільнився у запас у званні поручика гвардії.
Після початку Першої світової війни був мобілізований (1 серпня 1914 р.) на військову службу до лейб-гвардії Ізмайлівського полку. З 1 березня 1915 р. — начальник збірних пунктів у Петрограді. З 24 серпня 1915 р. — командир 1-ї роти лейб-гвардії Ізмайлівського полку. З 1 червня 1916 р. — командир 4-ї роти 2-го Етапного гвардійського батальйону. З 27 липня 1916 р. — штаб-офіцер евакуаційної комісії Північного фронту. З 23 вересня 1917 р. — штабс-капітан.
З 2 березня 1918 р. — співробітник закордонного відділу Українського Генерального штабу. З 22 березня 1918 р. — старшина для зв'язку при 92-й німецькій пішій дивізії. З 16 травня 1918 р. — помічник представника Генерального штабу Української Держави при німецькій Головній квартирі Східного фронту. З 30 травня 1919 р. — помічник українського військового агента у Берліні, згодом — військовий аташе УНР у Берліні. З 7 червня 1920 р. — начальник агентурного відділу Головного управління Генерального штабу УНР.
Доля після 1922 р. невідома.